# Instytut Fizyki Doświadczalnej Uniwersytetu Wrocławskiego
Instytut Fizyki Doświadczalnej Uniwersytetu Wrocławskiego – jednostka dydaktyczno-naukowa należąca do struktur Wydziału Fizyki i Astronomii UWr.

## Kierunki kształcenia
Instytut kształci studentów na kierunku fizyka. Nie jest jednak instytutem kierunkowym, przez co nie można przyporządkować mu prowadzonych specjalności. Ich pełna lista znajduje się w artykule Wydział Fizyki i Astronomii UWr.

Istnieje możliwość podjęcia studiów III stopnia w Doktoranckim Studium Fizyki. Zajęcia prowadzone są m.in. przez Instytut Fizyki Doświadczalnej.

## Struktura organizacyjna
- Zakład Elektroniki Emisyjnej
- Zakład Fizyki Jądrowej i Dielektryków
- Zakład Fizyki Powierzchni i Nanomateriałów
- Zakład Nanooptyki i Nanostruktur
- Zakład Nauczania Fizyki
- Zakład Spektroskopii Elektronowej
- Grupa EC-STM

Przy instytucie działa Zakład Wdrożeń Osiągnięć Naukowo-Technicznych "WRO-FIZ".

## Władze
- Dyrektor: dr hab. Rafał Idczak, prof. UWr
- Zastępca Dyrektora ds. Badawczych: dr hab. Grażyna Antczak, prof. UWr
- Zastępca Dyrektora ds. Dydaktycznych: dr Tomasz Greczyło, prof. UWr
- Zastępca Dyrektora ds. Ogólnych: dr Piotr Staniorowski

## Adres
Instytut Fizyki Doświadczalnej

Uniwersytetu Wrocławskiego

pl. Maksa Borna 9

50-204 Wrocław